# ليزا مينيلي
ليزا ماي مينيلي (Liza May Minnelli) (وُلَدت في 12 مارس، 1946) هي ممثلة ومغنية أمريكية، يُطلق عليها غالبًا ملكة برودواي و/أو هوليوود (The Queen of Broadway and/or Hollywood). فهي ابنة للممثلة والمغنية جودي غارلند (Judy Garland)، والمخرج السينمائي فيسنت مينيلي (Vincente Minnelli).
عملت كمغنية في نادي ليلي وممثلة في مسرح غنائي، ثم بدأت في جذب استحسان النقاد من خلال أدائها الدرامي في فيلمي (الوقواق العقيم) (The Sterile Cuckoo)(1969)، و (أخبرني أنك تحبني، جوني مون) (Tell Me That You Love Me، Junie Moon) (1970)، ولمعت مينيلي في سماء النجومية العالمية بعد قيامها بدور سالي بولز (Sally Bowles) في نسخة عام 1972 من فيلم كباريه (Cabaret) عن مسرحية موسيقية بنفس الاسم اقيمت لأول مره على مسرح برودواي، وقد فازت في هذا الفيلم بجائزة الأكاديمية (Academy Award) لأفضل ممثلة في دور رئيسي (Best Actress in a Leading Role). كما شاركت بعد ذلك في فيلم ( آرثر) (Arthur)، حيث تشاركت البطولة مع دودلي مور (Dudley Moore) (صاحب دور البطولة) والسيد جون جيلغود(Sir John Gielgud)، الذي فاز بجائزة الأكاديمية لأفضل ممثل مساعد عن هذا الفيلم حيث قام بدور المتكبر على آرثر ولكنه كبير الخدم المحبوب أيضًا.
وعلى الرغم من أن مشروعات الأفلام كـالسيدة المحظوظة (Lucky Lady)، ومسألة وقت (A Matter of Time) ونيويورك، نيويورك (New York، New York) كانت أقل تفضيلاً من أدوارها على المسرح، إلا أن مينيلي أصبحت من أكثر الفنانات البارعات قبولاً والأكثر مبيعًا في التليفزيون، بدايةً من ظهورها في ليزا مع أيه زد (Liza with a Z) في عام 1972 وعلى المسرح في إنتاج برودواي لـفلورا الخطر الأحمر، الحدث (The Act) وحلبة التزلج (The Rink). ولقد قامت مينيلي بجولاتٍ دولية وقدمت عروضًا أيضًا مثل ليزا مينيلي: في صالة كارنيجي (Liza Minnelli: At Carnegie Hall)، وفرانك وليزا وسامي: الحدث الأخير (Frank، Liza & Sammy The Ultimate Event)، وليزا مباشر من راديو قاعة موسيقى المدينة (Liza Live from Radio City Music Hall).
كما قامت بدور البطولة في ظهر ليزا (Liza's Back) في عام 2002.وظهرت كضيفة شرف في كوميديا الموقف القبض على التنمية (Arrested Development) كما أدت دورًا صغيرًا في فيلم الأو إتش في أوهايو (The OH in Ohio)،بينما استمرت في جولاتها الدولية. وفي عام 2008\2009، أدت دورًا في عرض برودواي ليزا في القصر...! (Liza's at The Palace) الذي فاز بجائزة توني لأفضل عمل مسرحي متميز (Tony Award for Best Special Theatrical Event).
وقد حازت مينيلي على إجمالي أربع جوائز من جوائز توني (Tony Awards)، بما فيها جائزة توني المتميزة (Special Tony Award). كما فازت بجائزة أوسكار (Oscar)، وجائزة إيمي (Emmy Award)، وكرتين ذهبيتين ووجائزة جرامي ليجند (Grammy Legend Award) لإسهاماتها وتأثيرها في مجال التسجيل، بالإضافة إلى العديد من الجوائز والتكريمات الأخرى. وتُعد ميلنيلي من الفنانات القلائل الذين فازوا بجائزة الأكاديمية، وجائزة إيمي، وجائزة جرامي، وجائزة توني (who have won an Oscar، Emmy، Grammy، and Tony Award).

## كتابات أخرى
- Leigh, Wendy (1993), Liza: Born a Star. E. P. Dutton
- Mair, George (1996), Under the Rainbow: The Real Liza Minnelli. Carol Publishing
- Schechter, Scott (2004), The Liza Minnelli Scrapbook. Kensington Books/Citadel Press * See Free Preview at Amazon.com
- Spada, James (1983), Judy and Liza. Doubleday

## وصلات خارجية
- الموقع الرسمي
- ليزا مينيلي على موقع IMDb (الإنجليزية)
- ليزا مينيلي على موقع ميتاكريتيك (الإنجليزية)
- ليزا مينيلي على موقع الموسوعة البريطانية (الإنجليزية)
- ليزا مينيلي على موقع روتن توميتوز (الإنجليزية)
- ليزا مينيلي على موقع مونزينجر (الألمانية)
- ليزا مينيلي على موقع قاعدة بيانات الأفلام العربية
- ليزا مينيلي على موقع ألو سيني (الفرنسية)
- ليزا مينيلي على موقع ميوزك برينز (الإنجليزية)
- ليزا مينيلي على موقع رولينغ ستون (الإنجليزية)
- ليزا مينيلي على موقع تيرنر كلاسيك موفيز (الإنجليزية)
- ليزا مينيلي في قاعدة بيانات أقل من برودواي على الإنترنت
- Liza Minnelli at TVGuide.com